# Кънейдиън Пасифик Еър Лайнс
„Кънейдиън Пасифик Еър Лайнс“ (на английски: Canadian Pacific Air Lines; на френски: Lignes Aériennes Canadien Pacifique) е канадска авиокомпания, която оперира от 1942 до 1987 г. От 1968 г. до 1986 г. оперира под името CP Air със седалище на международното летище Ванкувър в Ричмънд, Британска Колумбия, обслужва вътрешни канадски, както и международни маршрути, докато не е закупена от „Пасифик Уестърн Еърлайнс“ и погълната от „Кънейдиън Еърлайнс Интърнашънъл“.